# Jiang He
Jiang He, född Yu Youze 1949 i Peking, är en kinesisk poet.
Han hörde till kretsen kring tidskriften Jintian (Idag)  i slutet av 1970-talet och räknas som en framträdande representant för de så kallade Dunkla poeterna under 1980-talet. I sin diktning har han bland annat strävat efter att förena österländska och västerländska traditioner. I slutet av 1980-talet flyttade han till USA.